# Волгоградский мост
Волгоградский мост (также известен как танцующий мост) — автодорожный мост, входящий в комплекс автодорожных сооружений мостового перехода через реку Волгу в Волгограде.

## История

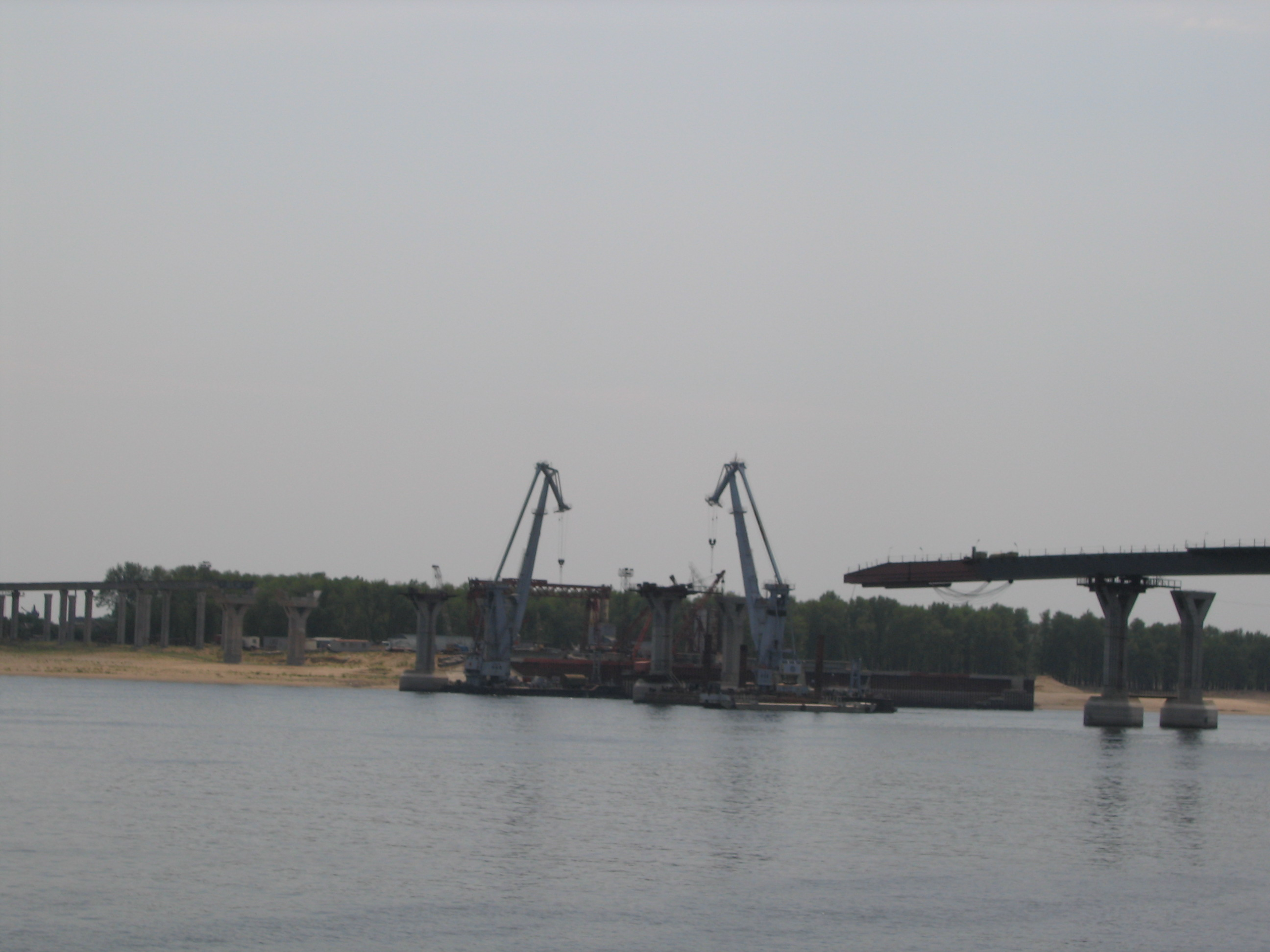
Строительство в июле 2006

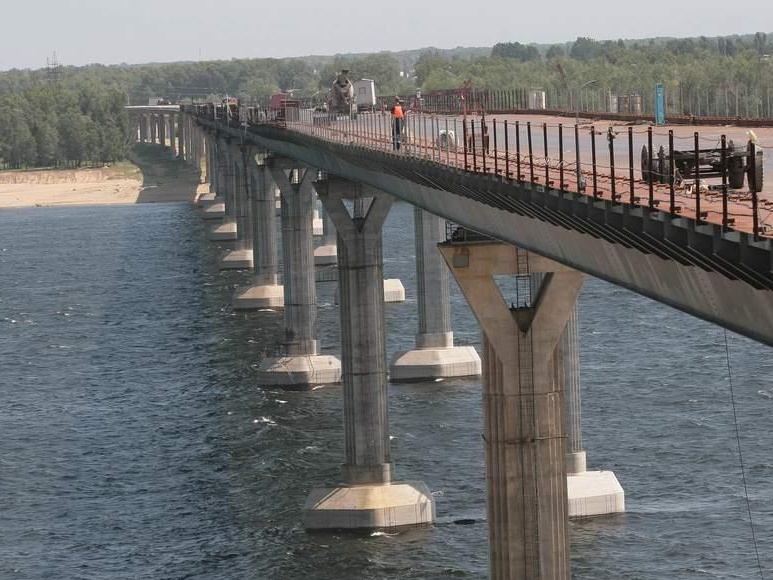
Завершающая часть строительства, лето 2008

Заказчик строительства — ГУП «ВОП Волгоградоблстройинвест», генподрядчик — ОАО «Волгомост». Технико-экономическое обоснование строительства разработано в 1993 году генеральным проектировщиком — институтом «Гипротрансмост». Строительство моста началось в 1996 году. Согласно принятой классификации волгоградский мост относится к числу так называемых «внеклассных» мостов. Долгое время этот объект относился к числу мостов-долгостроев. Причина — отсутствие федерального финансирования. К началу 2005 года за счёт низких темпов финансирования было выполнено всего лишь 40 % всех работ первого этапа строительства.
В 2004 году Волгоградский мост вошёл в отдельный раздел программы «Федеральные дороги 2002—2010 годы». Он оказался в числе первых 17 аналогичных объектов, сооружение которых растянулось на 10—15 лет. Волгоградский мост является одним из наиболее сложных в техническом плане объектов. Данная подпрограмма предполагает завершение строительства внеклассных мостов и ввод их в эксплуатацию.
В начале 2008 года сроком открытия транспортного движения по ней заявлялся декабрь того же года. Уже в сентябре открытие было перенесено на сентябрь 2009 года
.
В июне 2009 года началось строительство II пускового комплекса I очереди — моста через реку Ахтубу с подходами общей протяжённостью 6,5 км, ввод которого ожидался в 2010 году.
Открытие I пускового комплекса I очереди мостового перехода состоялось 10 октября 2009 года. На открытии присутствовали вице-премьер Сергей Иванов, полпред президента в ЮФО Владимир Устинов, министр транспорта Игорь Левитин, глава Росавтодора Анатолий Чабунин и губернатор Николай Максюта.
Построена объездная дорога в поселке Средняя Ахтуба и ведется строительство второй очереди моста.
В июле 2011 года проводились работы по обновлению асфальтового покрытия русловой части моста через реку Волгу. На время проведения работ скорость движения транспорта по русловой части была ограничена до 50 км/ч.
Открытие II пускового комплекса I очереди мостового перехода — моста через Ахтубу состоялось 20 декабря 2017 года. Протяжённость мостового перехода через Ахтубу с подходами составляет 6,5 км, из которых 2,2 — мосты, путепроводы и эстакады. Было открыто только левое строение мостового перехода. В феврале 2020 года Правительство выделило региону 990 млн рублей на достройку второго моста через Ахтубу, в июне 2020 года было добавлено ещё 127 млн рублей. 26 июня 2020 состоялось открытие движения по правому строению мостового перехода, что ознаменовало полный ввод в эксплуатацию всех сооружений II пускового комплекса I очереди, что позволило создать объезд плотины Волжской ГЭС.

## Характеристика

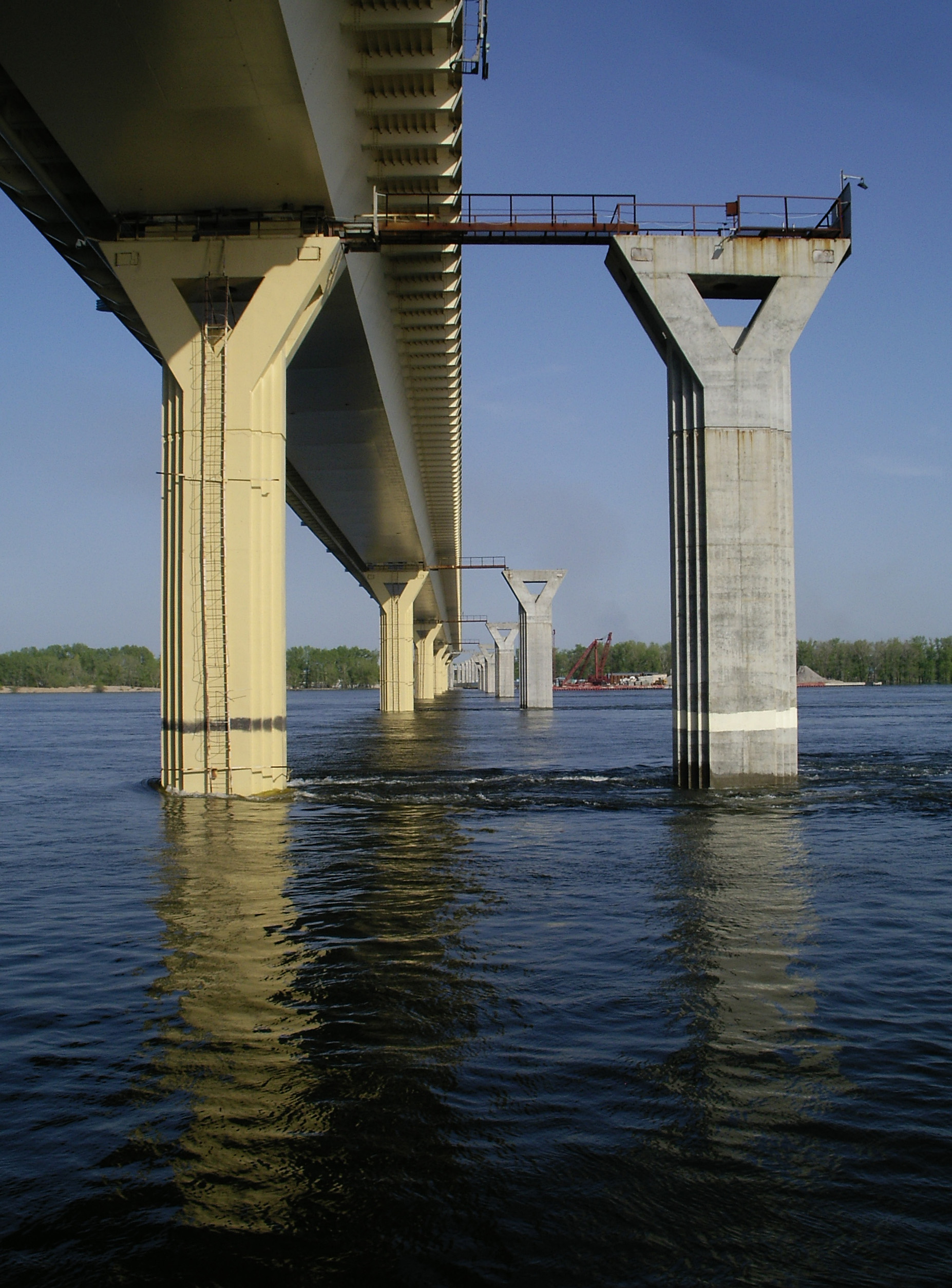
Опоры моста. Май 2010

### Структура проекта
Большая протяжённость перехода (29,7 километров) и экономическая целесообразность рационального привлечения значительных капиталовложений вызвали необходимость выделения в составе строительства первой очереди, состоящей из четырёх пусковых комплексов:
| I комплекс   | - левобережный подход до въезда в Краснослободск - мост через Волгу с левобережной эстакадной частью, длиной 2514 м. - эстакадное пересечение городских магистралей и железных дорог - пересечение со II Продольной магистралью — развязка в районе Мамаева кургана |
| II комплекс  | - мост через Ахтубу, длиной 1440 м. - правобережная эстакадная часть - левобережный подход с примыканием к существующей автодороге Волжский—Ленинск - правобережный подход с выходом на существующую автодорогу                                                     |
| III комплекс | - левобережный подход между I и II пусковыми комплексами, включая пойменные мосты и транспортные развязки |
| IV комплекс  | - окончание правобережного подхода к мосту через Волгу от II до III Продольной магистрали с транспортными развязками |

I пусковой комплекс I очереди первой очереди строительства мостового перехода — это ряд сооружений протяжённостью 7,1 км, которые начинаются от Мамаева кургана и заканчиваются выходом на существующую дорогу «г. Краснослободск — р. п. Средняя Ахтуба» в Волго-Ахтубинской пойме.

### Мост через Волгу
При строительно-монтажных работах применена уникальная конструкция опор с конструктивным разделением вертикальной и горизонтальной нагрузки и устройства ростверков в уровне переменного горизонта воды. Это техническое решение позволило существенно сократить сроки работ по возведению фундаментов мостовых опор и существенно сократить общую стоимость сооружения. При надвижке пролётных строений было использовано специальное механическое устройство — шпренгель. Шпренгельные системы широко используется в мостостроении как элементы пролётных строений (в основном шпренгельных ферм), так и для временного усиления на период монтажа. Данная технология позволяет снизить расходы и ускорить выполнение работ.
Обязательное условие реализации проекта — строительство очистных сооружений и благоустройство территории. Согласно требованиям экологов все стоки с моста будут собираться и утилизироваться. Помимо этого строители позаботились о том, чтобы не нарушать в очередной раз уникальную экосистему Волго-Ахтубинской поймы.
Однако, несмотря на это, проезжая по мосту, можно периодически наблюдать, как стоки откачиваются из резервуаров прямо в пойму.
При возведении моста потребовалось снести порядка ста частных домовладений на обоих берегах. Это затронуло Центральный район Волгограда, хутор Бобры Среднеахтубинского района Волгоградской области и Краснослободский лесопитомник.
Собственно сам мост через Волгу имеет следующую схему пролётов: 86,6×2+126,0×3+155,0×3+126,0+69,0 м, таким образом, его длина составляет 1212 метров.
Что касается II пускового комплекса, то трасса прошла над дорогой Волжский — Средняя Ахтуба в промзону с перспективой строительства обхода Волжского, а в сторону Ахтубы выполнена в виде насыпи с подпорными стенками и шумозащитными экранами высотой от трех до восьми метров в районе жилой застройки. Спускаясь с косогора к урезу реки, она переходит в мост эстакадного типа общей длиной 2,1 км. Причем эстакада из экологических соображений (чтобы не вырубать лес и дать свободу паводковым водам) продолжается и на левом берегу до смычки с дорогой Средняя Ахтуба — Краснослободск, где построена транспортная развязка для движения во всех направлениях.

## Значение
Волгоградский мост — один из ключевых объектов программы комплексного развития Волгоградского транспортного узла, а также один из крупнейших объектов транспортной инфраструктуры российского значения.
По заключению Института системного анализа (ИСА) РАН мостовой переход через Волгу у Волгограда является «высокоэффективным объектом, как с точки зрения общества в целом, так и с точки зрения коммерческих интересов». С помощью нового моста будет снижена транспортная нагрузка на плотину Волжской ГЭС, интенсивность движения по которой уже достигла предела.
Новый мостовой переход призван обеспечить разгрузку дорог федерального значения, транспортных магистралей города и выход на республики Средней Азии, города Астрахань и Саратов. Необходим для создания нового транспортного коридора «Восток—Запад», Волго-Донского маршрута и решения крупных транспортных проблем Волгоградской области и Южного федерального округа.

## Танцующий мост
20 мая 2010 года с 17:47 до 19:30 пролёты моста совершали вертикальные колебания. В 18:30 сотрудники ГИБДД перекрыли автодвижение по мосту. На мосту работали сотрудники муниципальной службы спасения, ГУ МЧС по региону, автодвижение перекрыто до прибытия специалистов из Саратова. Последующее обследование не выявило дефектов, повреждений дорожного покрытия и опор и показало, что мост готов к эксплуатации. Сразу же была высказана версия о том, что причиной колебаний высотой от 30 до 100 см стала значительная ветровая нагрузка, из-за которой мост вошёл в резонанс.
Утром 25 мая после пробного проезда тяжёлых грузовиков, гружённых щебнем, движение легкового автотранспорта по мосту возобновилось.
В связи с происшествием мост получил неофициальное название «танцующий», все поисковые системы в июне 2010 года на запрос «танцующий мост» выдают первой строкой Волгоградский мост. Такое выражение широко используется в интернет-переписке в блогах и форумах. Примечательно, что немалое количество комментариев к видеофайлам в интернете выражало сомнение в том, что колебания такой амплитуды вообще возможны без разрушения моста.
В процессе дальнейшего исследования инцидента было установлено, что причиной колебаний послужило формирование системы дорожек Ка́рмана. Амплитуда же колебаний по визуальным оценкам составила 35 см при предельно возможной без последующих разрушений в 50 см.
28 июля 2010 года Председатель Счётной палаты Сергей Степашин доложил Президенту о выявленных нарушениях на сумму 152 миллиона рублей (нецелевое использование бюджетных средств, проведение их вне конкурсов, использование различных подрядных организаций-однодневок). Кроме того, цена самого проекта была превышена почти на 1,5 миллиарда рублей.
В ноябре 2011 года на мосту была закончена установка демпферов (гасителей колебаний): мост оснастили двенадцатью полуактивными гасителями типа ATMD-V-5200, массой по 5200 кг каждый, разработанными немецкой компанией Maurer Söhne при участии швейцарской государственной лаборатории EMPA и института вооружённых сил Германии. Власти Волгограда заверили, что таким образом обеспечена безопасная эксплуатация моста.

## Перспектива
Устои и русловые опоры построены на полное развитие с учётом перспективы строительства второго мостового строения (правого) с тремя полосами автодорожного движения на выезд из города. После его строительства, по существующему мосту будет организовано одностороннее движение по 3 полосам на въезд в город. Сроки строительства II очереди мостового перехода пока не определены. Это произойдёт при увеличении интенсивности движения транспорта одновременно со строительством III и IV пусковых комплексов I очереди — левобережного участка автомагистрали между I и II пусковыми комплексами и второго строения правобережной подъездной эстакады к мосту.
В 2020 году была разработана проектная документация для строительства III пускового комплекса. Его длина составит 14,2 километра.
Строительство 1-го участка III комплекса (длиной 4,5 км) начато 5 июля 2021 года, оно включает в себя возведение 2 мостов (через ерики Осинки и Гнилой), а также строительство транспортной развязки в районе съезда на Лебяжью поляну. Работы должны были завершиться в конце 2023 года, однако движение по новому участку дороги открыли лишь 10 сентября 2024 года.
Строительство IV комплекса по состоянию на начало 2023 года ещё не начиналось.